# Phasca maculifacies
Phasca maculifacies är en tvåvingeart som beskrevs av Hardy 1986. Phasca maculifacies ingår i släktet Phasca och familjen borrflugor. Inga underarter finns listade i Catalogue of Life.